# رز نویل
رز نویل (به انگلیسی: Rose Noelle) یک کشتی است.